# Coppa di Francia 1970-1971
La stagione 1970-71 della Coppa di Francia è stata la cinquantaquattresima edizione della coppa nazionale di calcio francese. Vide la vittoria finale dello Stade Rennais, che sconfisse in finale l'Olympique Lione.

## Calendario

### Ottavi di finale
| Squadra 1           | Totale | Squadra 2       | Andata | Ritorno |
| ------------------- | ------ | --------------- | ------ | ------- |
| Bordeaux            | 3 - 2  | Nancy           | 2 - 0  | 1 - 2   |
| Sochaux             | 3 - 1  | Nantes          | 2 - 0  | 1 - 1   |
| Olympique Marsiglia | 2 - 0  | Red Star        | 1 - 0  | 1 - 0   |
| Saint-Étienne       | 2 - 3  | Olympique Lione | 2 - 0  | 0 - 3   |
| Rennes              | 2 - 1  | Mantes          | 1 - 0  | 1 - 1   |
| Montpellier         | 2 - 5  | Monaco          | 1 - 4  | 1 - 1   |
| RC Joinville        | 1 - 6  | A.A.J. Blois    | 0 - 1  | 1 - 5   |
| Rapid de Menton     | 2 - 3  | Dunkerque       | 2 - 1  | 0 - 2   |

### Quarti di finale
| Squadra 1           | Totale | Squadra 2    | Andata | Ritorno |
| ------------------- | ------ | ------------ | ------ | ------- |
| Sochaux             | 3 - 1  | Bordeaux     | 2 - 1  | 1 - 0   |
| Olympique Lione     | 6 - 3  | Dunkerque    | 3 - 1  | 3 - 2   |
| Olympique Marsiglia | 13 - 3 | A.A.J. Blois | 9 - 1  | 4 - 2   |
| Monaco              | 2 - 4  | Rennes       | 2 - 0  | 0 - 4   |

### Semifinali
| Squadra 1           | Totale | Squadra 2       | Andata | Ritorno         |
| ------------------- | ------ | --------------- | ------ | --------------- |
| Sochaux             | 1 - 2  | Olympique Lione | 0 - 1  | 1 - 1           |
| Olympique Marsiglia | 2 - 2  | Rennes          | 1 - 0  | 1 - 2 (1-3 dcr) |

### Finale
| Squadra 1 | Risultato | Squadra 2       |
| --------- | --------- | --------------- |
| Rennes    | 1 - 0     | Olympique Lione |

| Arbitro: | René Vigliani |

|                                                                                |            | |
| Guy 63’ (rig.)                                                                 | Marcatori  | |
| Aubour Cosnard Cardiet Cédolin Chlosta Garcia Naumović Guy Keruzoré Betta Rico | Formazioni | · Chauveau · Domenech · Baeza · Mihajlović · Valette 79’ · Prost · Perrin · Chiesa · Félix · Di Nallo · Ravier · A disposizione · Lhomme 79’ |
| Jean Prouff                                                                    | Allenatori | Aimé Mignot |